# アルヴァレスサウルス
アルヴァレスサウルス（Alvarezsaurus「アルバレスのトカゲ」の意味）は白亜紀後期、約8600万年前-8300万年前に現在のアルゼンチンに生息したアルヴァレスサウルス科の小型獣脚類恐竜の属の一つである。体長約2 m、体重20 kgほどと推定されている。1991年、バホ・デ・ラ・カルパ累層（en）で化石に基づき、古生物学者 ホセ・ボナパルテにより記載された。属名は歴史家のグレゴリオ・アルバレスに献名されたものである。

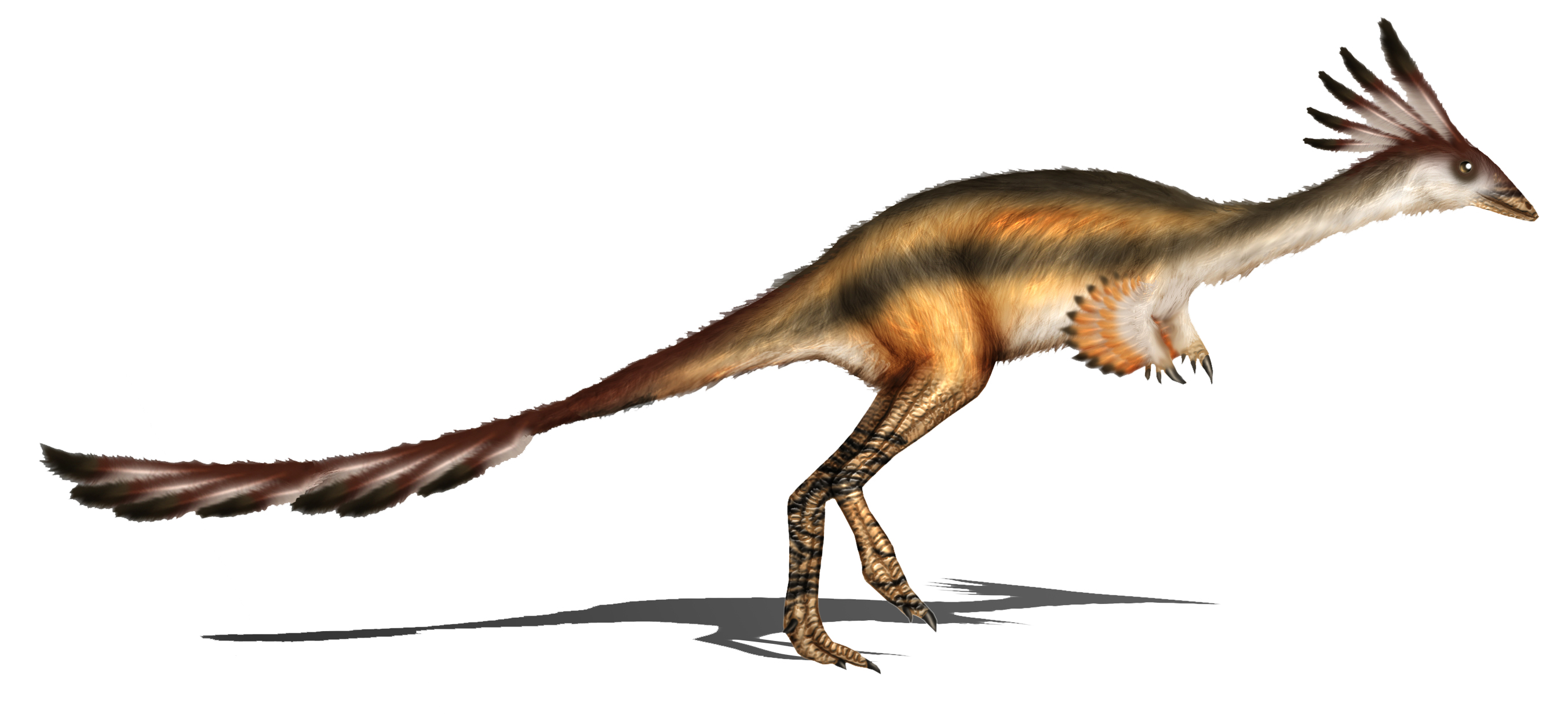
復元図

タイプ種はA. calvoiである。二足歩行であり、長い尾と脚をもち、この構造から足の速い動物だったと推定される。
食虫性であった可能性がある。モノニクスやシュヴウイアなどが属すアルヴァレスサウルス科の基底的なメンバーである。この科は非鳥恐竜とされる場合も初期の鳥類とされる場合もある。

## 大衆文化において
アルヴァレスサウルスはディスカバリーチャンネルのテレビ番組『ダイナソー・プラネット』において若いサルタサウルスを襲う捕食者として登場する。しかし、実際には同じ時代に生息しておらず、アルヴァレスサウルスはサルタサウルスより約500万年古い時代の生物である。